# 波蘭兔

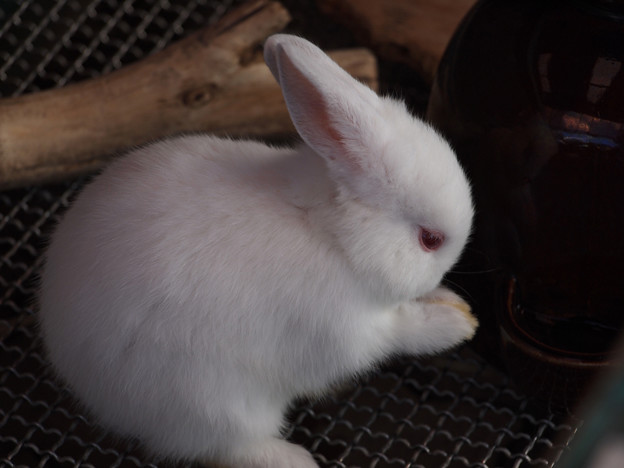
波蘭兔幼兔

波蘭兔是一種小型家兔，是一種經常被專業愛好者飼養的兔子。儘管名字叫波蘭兔，但是起源地很有可能並非波蘭，而是英格蘭。這種兔子在英國被稱為波蘭兔，在美國則被稱為布列塔尼亞小兔。